# 玉宮町
玉宮町（たまみやちょう）は、岐阜県岐阜市の町丁。現行行政地名は玉宮町1丁目から2丁目。郵便番号は500-8835（集配局:岐阜中央郵便局）。

## 地理
岐阜市中央部に位置し、北は金宝町、東は羽根町・玉森町、南は長住町、西は西玉宮町に隣接している。
名鉄岐阜駅前交差点から西へ3分ほど歩いた場所にある。日中の人通りは疎らだが、17時過ぎると、付近に勤務しているオフィスワーカーや名鉄岐阜駅、岐阜駅を利用する通勤客の帰宅ラッシュなどで人通りが増えて賑わいを見せる。
近年の岐阜市において有数の歓楽街である。居酒屋を中心とした飲食店が多くあり、繁華街の柳ヶ瀬よりも近年は賑わっている。
また2000年頃は、おしゃれなショップが軒を連ねるショッピングストリート、トレンドを発信するセレクトショップが多く集まっていたが、9割ほどのショップが飲食店と変わっていく、岐阜県を代表するグルメ通りの街となりつつある。
2021年（令和3年）、岐阜県暴力団排除条例が改正され、玉宮町一帯が暴力団排除特別強化地域に指定。同地域内で暴力団がみかじめ料徴収を行うこと、また、飲食店側がみかじめ料を支払うことに対して罰則規定が設けられた。

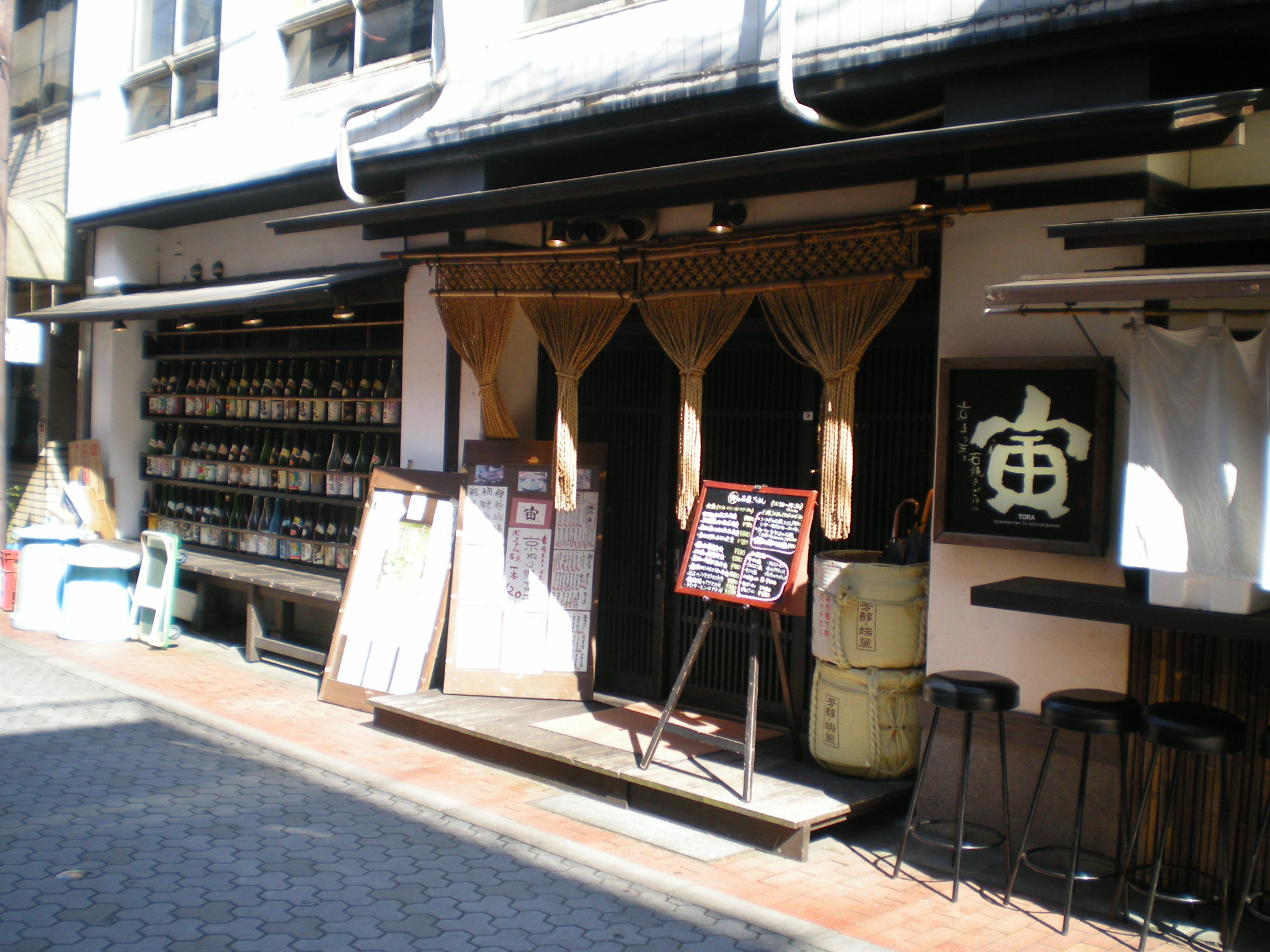
玉宮町の飲み屋

## 小・中学校の学区
市立小・中学校に通う場合、学区は以下の通りとなる。
| 地域        | 小学校                   | 中学校                                 |
| ----------- | ------------------------ | -------------------------------------- |
| 玉宮町1丁目 | 岐阜市立徹明さくら小学校 | 岐阜市立本荘中学校・岐阜市立草潤中学校 |
| 玉宮町2丁目 | 岐阜市立徹明さくら小学校 | 岐阜市立本荘中学校・岐阜市立草潤中学校 |

## 世帯数と人口
2018年（平成30年）4月1日現在の世帯数と人口は以下の通りである。
| 大字・丁目  | 世帯数 | 人口  |
| ----------- | ------ | ----- |
| 玉宮町1丁目 | 24世帯 | 54人  |
| 玉宮町2丁目 | 21世帯 | 51人  |
| 計          | 45世帯 | 105人 |

## 歴史

### 沿革
- 1909年（明治42年）6月8日 - 稲葉の一部より、玉宮町が成立[4]。
- 1952年（昭和27年）2月26日 - 一部が西玉宮町1～2丁目となる[4][7]。

## 施設

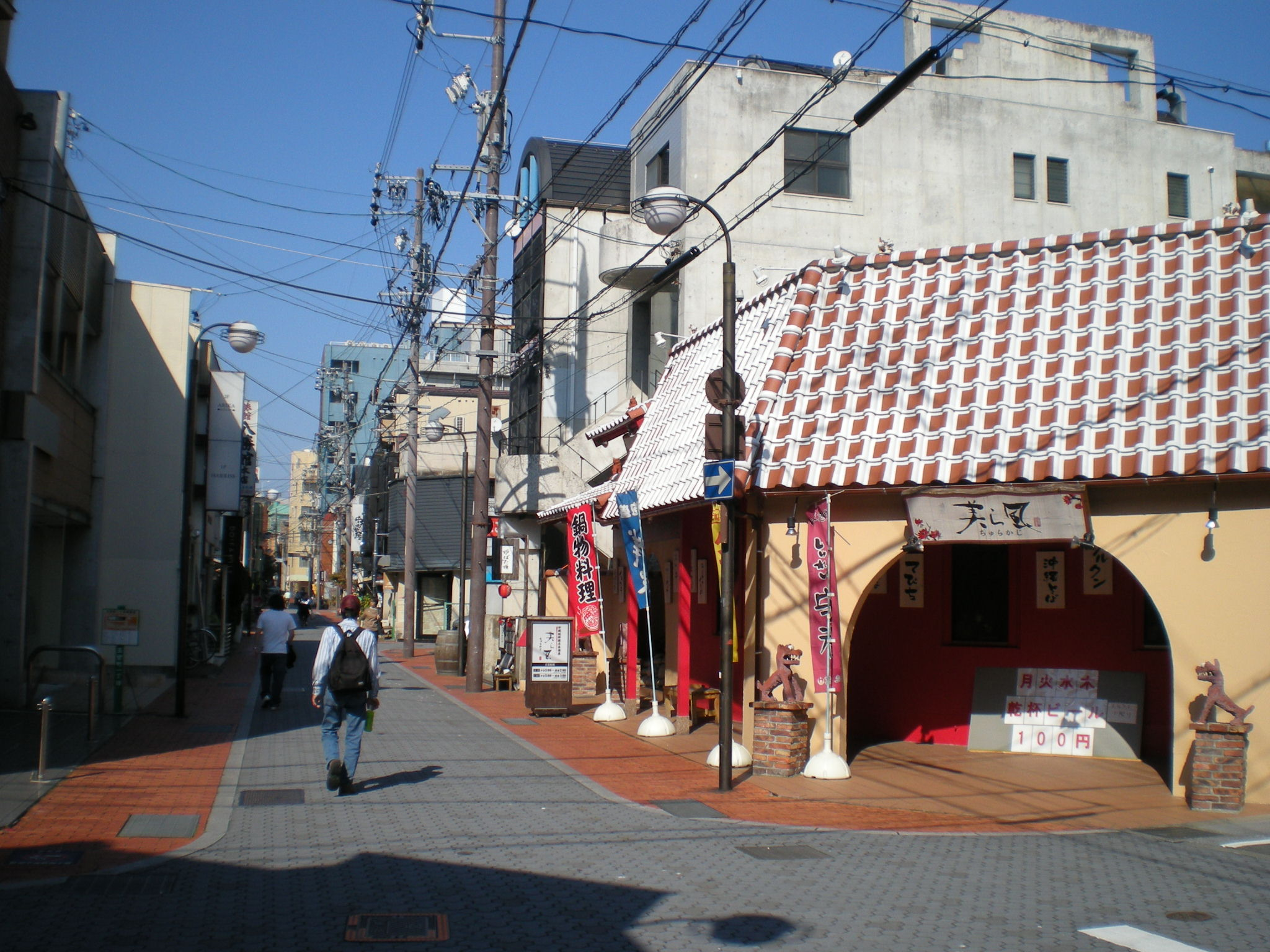
玉宮通り（2008年）

- 旅館八勝館本店

## 交通

### 道路
- 玉宮通り

### バス
- 岐阜市コミュニティバス[8]